# بابلو أغيلار (لاعب كرة قدم)
بابلو أغيلار (بالإسبانية: Pablo Aguilar)‏ (ولد في 13 سبتمبر 1984 في فيلا مرسيدس، سان لويس) وهو لاعب كرة قدم أرجنتيني يلعب كمدافع لنادي نادي أتليتيكو سان مارتن.

## وصلات خارجية
- بابلو أغيلار على موقع إي إس بي إن إف سي (الإنجليزية)
- بابلو أغيلار على موقع قاعدة بيانات كرة القدم.إي يو (الإنجليزية)
- بابلو أغيلار على موقع Soccerway.com (الإنجليزية)

- Argentine Primera statistics at Fútbol XXI (بالإسبانية)
- Statistics at ESPN Soccernet (بالإنجليزية)
- Statistics at BDFA (بالإسبانية)